# Rita Pavone
Rita Ori Filomena Merk-Pavone (n. 23 august 1945, Torino, Italia), cunoscută ca Rita Pavone, este o cântăreață italiană.